# Monpti
Pour plus de détails, voir Fiche technique et Distribution.
Monpti  (Monpti, eine Pariser Geschichte, en allemand) est un film allemand réalisé par Helmut Käutner, sorti en 1957.
Un jeune hongrois de 22 ans, à peine arrivé à Paris fait la rencontre d'une jeune parisienne de 17 ans. Le coup de foudre est immédiat mais il est quelque peu terni par le comportement de la jeune fille.

## Synopsis

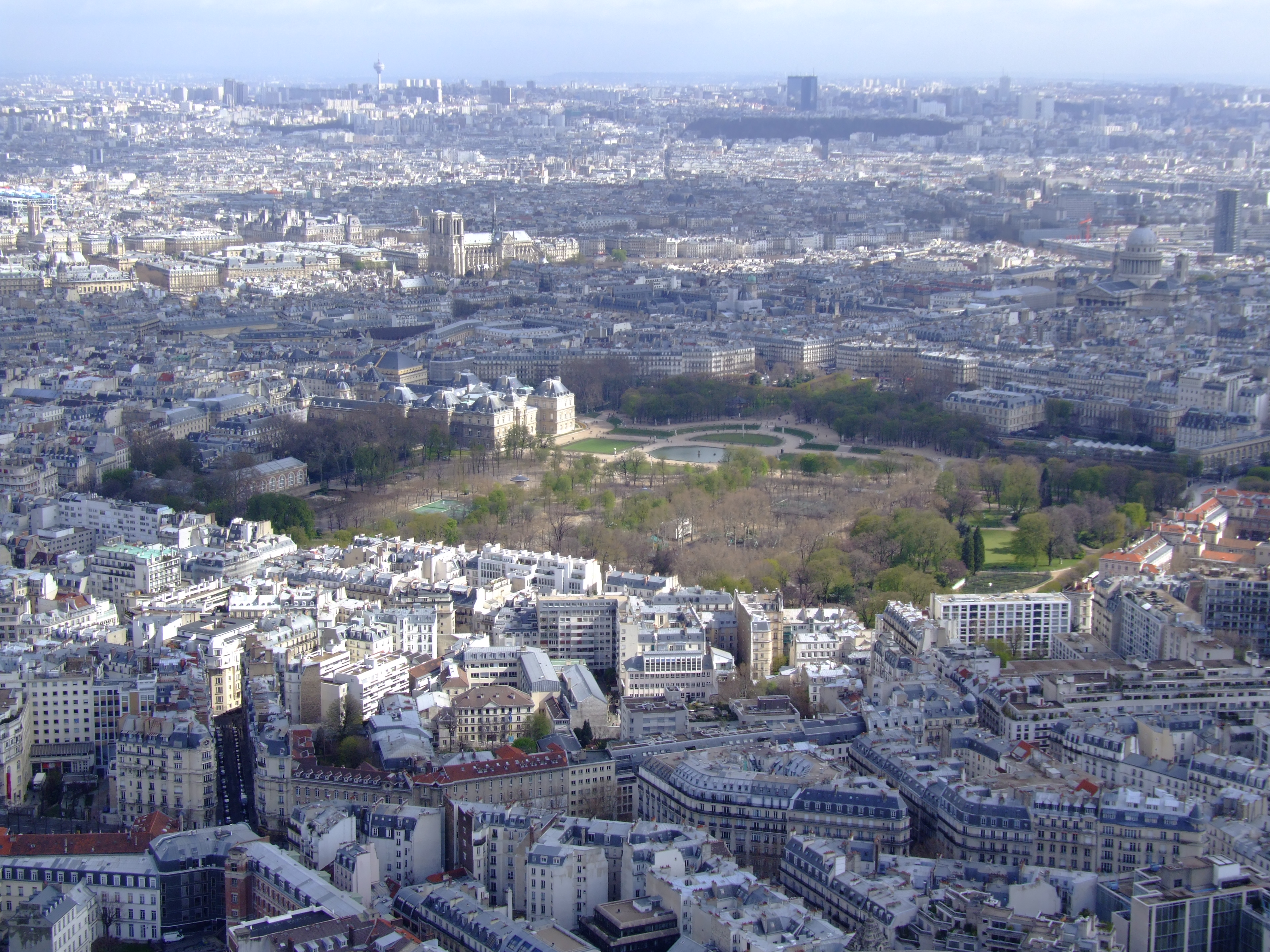
Le Jardin du Luxembourg à Paris, lieu de la première rencontre entre Anne-Claire et Monpti.

À Paris, Lui est un jeune Hongrois naïf qui porte des chaussettes rouges, a peur des omelettes flambées et pêche à la ligne la culotte (verte) de sa voisine du dessous. Il est dessinateur et vit chichement depuis deux ans dans sa chambre de l'hôtel Riviera rue des Bernardins.
Lui et « Elle », une jolie jeune fille blonde, se croisent plusieurs fois dans les rues, mais ne se reconnaîtront qu'un beau jour de printemps sur un banc du jardin du Luxembourg. Elle dit s'appeler Anne-Claire, avoir 20 ans et être une fille de famille très riche, ce qui explique sa présence sur ce banc, car elle n'a pas besoin de travailler. Lui en tombe immédiatement amoureux et n'a qu'une envie : la revoir. Mais Anne-Claire est une menteuse qui joue les coquettes : elle a en fait 17 ans et le laisse dans l'expectative quant à savoir si elle reviendra ou non le lendemain au Luxembourg.
Tandis que Lui revient le lendemain à la même heure, Anne-Claire ne réapparaîtra que le surlendemain. Elle semble alors très éprise de Lui qu'elle appelle « Mon p'tit ». Comme tous les amoureux, ils vivent d'amour et d'eau fraîche jusqu'à ce que Monpti découvre qu'Anne-Claire n'a fait que lui mentir : c'est une pauvre petite cousette qui demeure comme lui dans une misérable chambre d'hôtel du Quartier latin. Lorsqu'il la quitte après l'avoir giflée, Anne-Claire, en courant derrière lui, est renversée par une voiture. Elle ne survivra pas à ses graves blessures et Monpti saura ce que c'est que de perdre son grand amour, aussi affabulateur fût-il...

## Fiche technique
- Titre français : Monpti
- Titre d'origine : Monpti (Eine Pariser Geschichte)[2]
- Réalisation : Helmut Käutner, assisté de Bernhard Wicki
- Scénario : Helmut Käutner, Willibald Eser et Gábor von Vaszary d'après son roman Monpti (1934)
- Musique : Bernhard Eichhorn
- Chanson : Shadow Blues, paroles d'Helmut Käutner et musique de Bernhard Eichhorn
- Photographie : Heinz Pehlke
- Montage : Anneliese Schönnenbeck
- Décors : Herbert Kirchhoff, Albrecht Becker, Hans Mayr
- Costumes : Margot Schönberger, Josef Fichtner, Annie Drkosch
- Pays de production :  Allemagne de l'Ouest
- Producteur : Harald Braun
- Société de production : Neue deutsche Filmgesellschaft
- Sociétés de distribution : Herzog Filmverleih GmbH (Allemagne), Taurus-Film Video (Allemagne)
- Langue : allemand
- Format : couleur par Agfacolor — 35 mm — 1,66:1 — monophonique
- Genre : comédie dramatique
- Durée : 96 minutes
- Date de sortie : Allemagne de l'Ouest, 12 septembre 1957

## Distribution
- Romy Schneider (VF : Gilberte Aubry) : Anne-Claire Jouvain
- Horst Buchholz (VF : Amidou) : Monpti
- Mara Lane : Nadine
- Boy Gobert : le gigolo
- Olive Moorefield : Zaza
- Bum Krüger : le monsieur du no 17
- Iska Geri : la dame du no 17
- Joseph Offenbach : l'employé de la rédaction
- Helmut Käutner : le narrateur

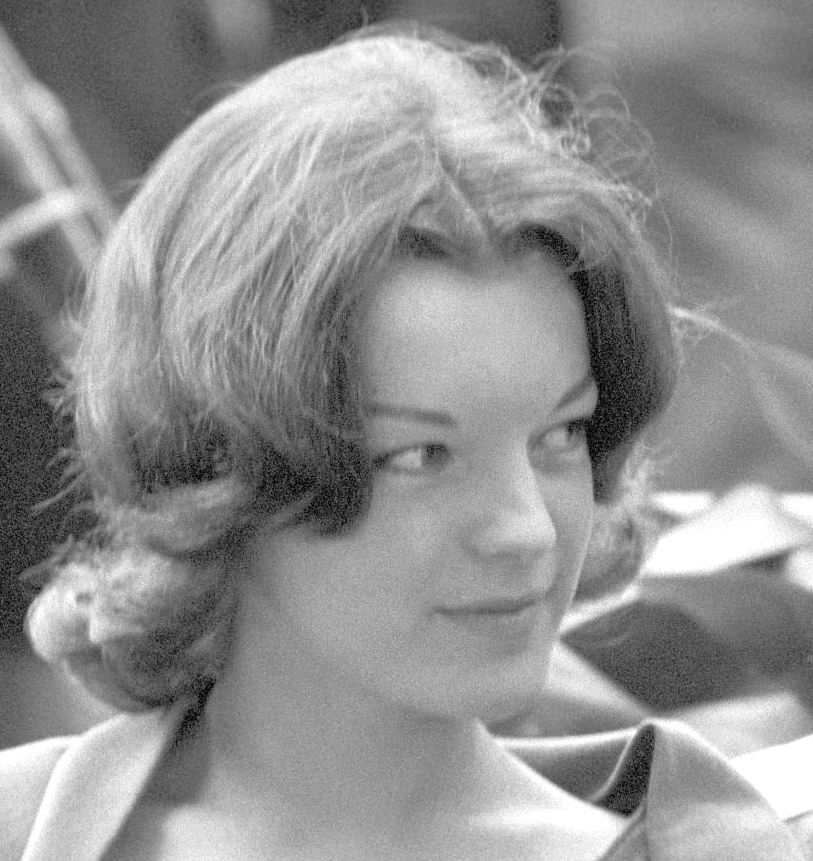
Romy Schneider en 1959.
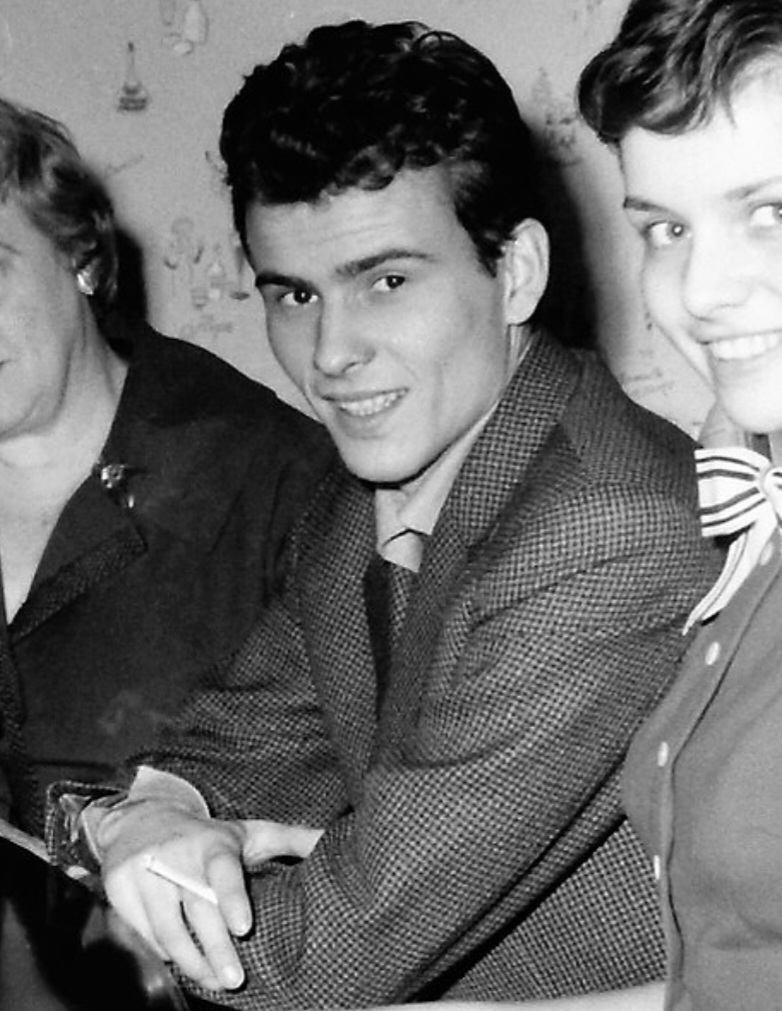
Horst Buchholz dans les années 1950.
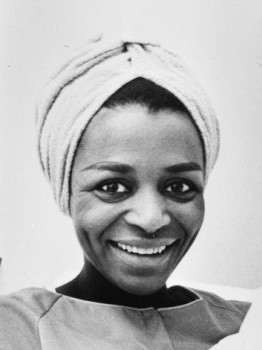
Olive Moorefield (alias Zaza, la femme de ménage) chante Shadow Blues dans le film.

## Tournage
- Période de prises de vue : 2 mai à juillet 1957
- Intérieurs : Bavaria Filmstudios (Allemagne)
- Extérieurs à Paris : 
  - 1er arr. : Quai du Louvre/Pont des Arts ;
  - IVe arr. : Marché aux fleurs et aux oiseaux, Notre-Dame de Paris ;
  - Ve arr. : Mouffetard, rue Soufflot, Quartier Saint-Victor ;
  - VIe arr. : Place de Furstemberg, Jardin du Luxembourg/Fontaine Médicis ;
  - VIIe arr. : Pont Alexandre-III

## Thème et contexte
Le film n'est pas une bluette romantique. C'est l'illustration d'une histoire d'amour comme on en rêve, mais qui finit mal. Le contrepoint réaliste aux amours drôles et lyriques de Monpti et d'Anne-Claire est représenté par le riche couple cynique et oisif que forment Nadine et son gigolo. Nadine sera d'ailleurs l'instrument tragique du Destin en renversant avec sa voiture la romantique Anne-Claire. L'épilogue du film est sans ambiguïté : « Tout sur terre est lyrique dans sa représentation idéale, tragique dans son destin, et comique dans sa réalité. »